# Ricardo Cadena
Ricardo Cadena Martínez (ur. 23 października 1969 w Guadalajarze) – meksykański piłkarz występujący na pozycji środkowego obrońcy, trener piłkarski.

## Kariera klubowa
Cadena pochodzi z Guadalajary i jest wychowankiem akademii juniorskiej tamtejszego klubu Chivas de Guadalajara. Do pierwszego zespołu został włączony jako dwudziestolatek przez węgierskiego szkoleniowca Árpáda Fekete i w meksykańskiej Primera División zadebiutował 6 stycznia 1990 w zremisowanych 1:1 derbach miasta z Atlasem. Już po kilku miesiącach wywalczył sobie miejsce w wyjściowym składzie, a ogółem barwy Chivas reprezentował bez większych osiągnięć przez blisko cztery lata, przeważnie pełniąc rolę podstawowego stopera ekipy. W lipcu 1993 przeniósł się do drużyny Club León, gdzie z miejsca zapewnił sobie miejsce na środku obrony, premierowego gola w najwyższej klasie rozgrywkowej zdobywając 24 października 1993 w wygranej 2:1 konfrontacji z Morelią. Jeszcze w tym samym roku zajął z Leónem drugie miejsce w najbardziej prestiżowych rozgrywkach kontynentu – Pucharze Mistrzów CONCACAF, zaś w jesiennym sezonie Invierno 1997 osiągnął tytuł wicemistrza kraju. W Leónie występował w sumie przez siedem lat jako jeden z ważniejszych zawodników defensywy.
Latem 2000 Cadena przeszedł do drugoligowego CF La Piedad, z którym w sezonie Invierno 2000 dotarł do finału rozgrywek Primera División A, zaś pół roku później, podczas wiosennego sezonu Verano 2001, triumfował w drugiej lidze meksykańskiej, co na koniec rozgrywek 2000/2001 zaowocowało awansem do najwyższej klasy rozgrywkowej. Tam w roli podstawowego środkowego obrońcy spędził w barwach La Piedad jeszcze rok, po czym klub został rozwiązany, sprzedając swoją licencję drużynie Querétaro FC. Bezpośrednio po tym podpisał umowę z nowo powstałym zespołem Jaguares de Chiapas z siedzibą w Tuxtla Gutiérrez, w którego barwach bez poważniejszych osiągnięć spędził rok.
W lipcu 2003 Cadena odszedł do drugoligowego, również nowo założonego klubu Dorados de Sinaloa z miasta Culiacán. W jesiennym sezonie Apertura 2003 wygrał z nim Primera División A, natomiast w wiosennych rozgrywkach Clausura 2004 dotarł do drugoligowego finału. Dzięki temu na koniec rozgrywek 2003/2004 zanotował z Dorados historyczny, pierwszy w historii klubu i drugi w swojej karierze awans do pierwszej ligi i występował w niej jeszcze przez pół roku. W późniejszym czasie został graczem drugoligowego zespołu Lagartos de Tabasco, skąd po sześciu miesiącach przeniósł się do innego klubu z zaplecza najwyższej klasy rozgrywkowej – Dorados de Tijuana. W jego barwach w wieku 36 lat zdecydował się zakończyć profesjonalną karierę piłkarską.

## Kariera reprezentacyjna
W 1992 roku Cadena został powołany przez argentyńskiego szkoleniowca Cayetano Rodrígueza do reprezentacji Meksyku U-23 na Igrzyska Olimpijskie w Barcelonie. Tam miał niepodważalne miejsce w wyjściowej jedenastce, tworząc duet stoperów ze swoim kolegą klubowym Manuelem Vidrio i rozegrał wszystkie możliwe trzy spotkania w pełnym wymiarze czasowym. Meksykanie zanotowali natomiast komplet trzech remisów, odpadając z męskiego turnieju piłkarskiego już w fazie grupowej.
W seniorskiej reprezentacji Meksyku Cadena zadebiutował 29 czerwca 1993 w wygranym 2:0 meczu towarzyskim z Kostaryką. W spotkaniu tym, uznawanym za oficjalne przez FIFA, Meksykanie wystawili rezerwową kadrę prowadzoną przez Ricardo Ferrettiego, trenera klubu Pumas UNAM – pierwsza reprezentacja prowadzona przez Miguela Mejíę Baróna przebywała wówczas na turnieju Copa América. Był to zarazem jego jedyny występ w drużynie narodowej.

## Kariera trenerska
Bezpośrednio po zakończeniu kariery piłkarskiej Cadena rozpoczął pracę w roli szkoleniowca, początkowo pracując jako asystent. W latach 2006–2010 był współpracownikiem trenera Ricardo Rayasa – swojego byłego kolegi klubowego z Leónu – kolejno w drugoligowych Petroleros de Salamanca, CD Irapuato, trzecioligowym Uniónie de Curtidores oraz drugoligowym Dorados de Sinaloa. W latach 2011–2014 pracował natomiast w roli asystenta w ekipie Club Necaxa z miasta Aguascalientes (przez pierwsze pół roku grającej w pierwszej lidze, a następnie w drugiej), będąc tam współpracownikiem kolejno Daniela Brailovsky’ego, Sergio Bueno, Francisco Ramíreza, Luisa Francisco Garcíi, Tity, Jaime Ordialesa oraz Armando Gonzáleza. W latach 2014–2015 pracował natomiast jako asystent Omara Arellano, a następnie Álexa Aguinagi w drugoligowej drużynie Correcaminos UAT z siedzibą w Ciudad Victoria. W lutym 2015, po zwolnieniu Aguinagi, został pierwszym trenerem Correcaminos, rozpoczynając samodzielną pracę w roli szkoleniowca. Drużynę tę prowadził bez większych sukcesów przez kolejne sześć miesięcy.